# Radość (emocja)

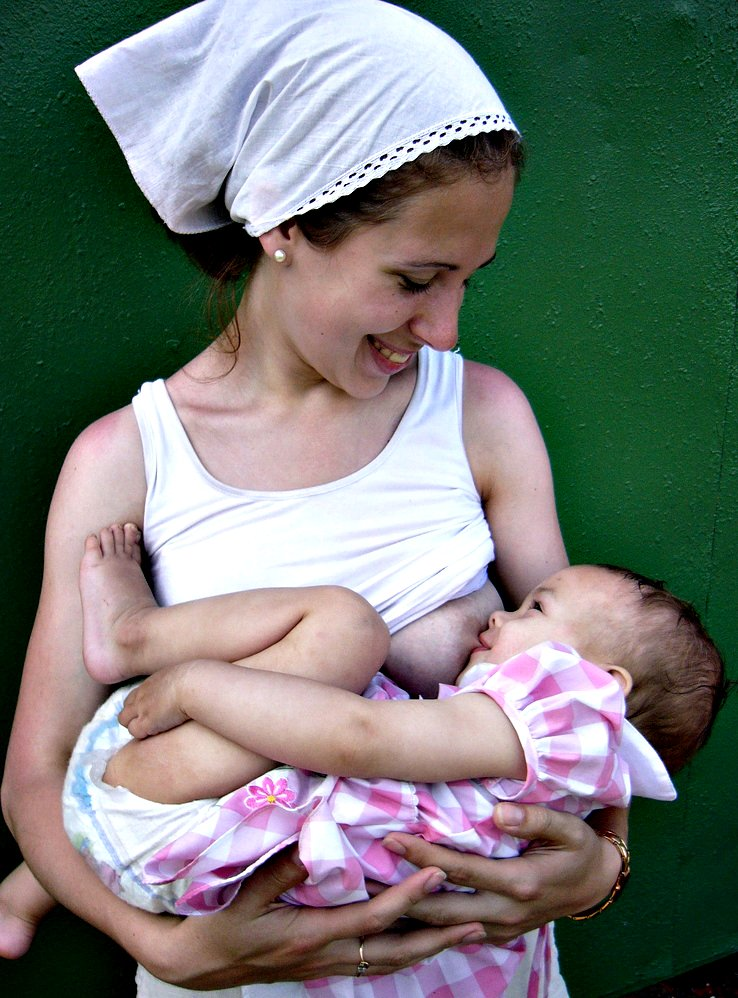
Radość życia

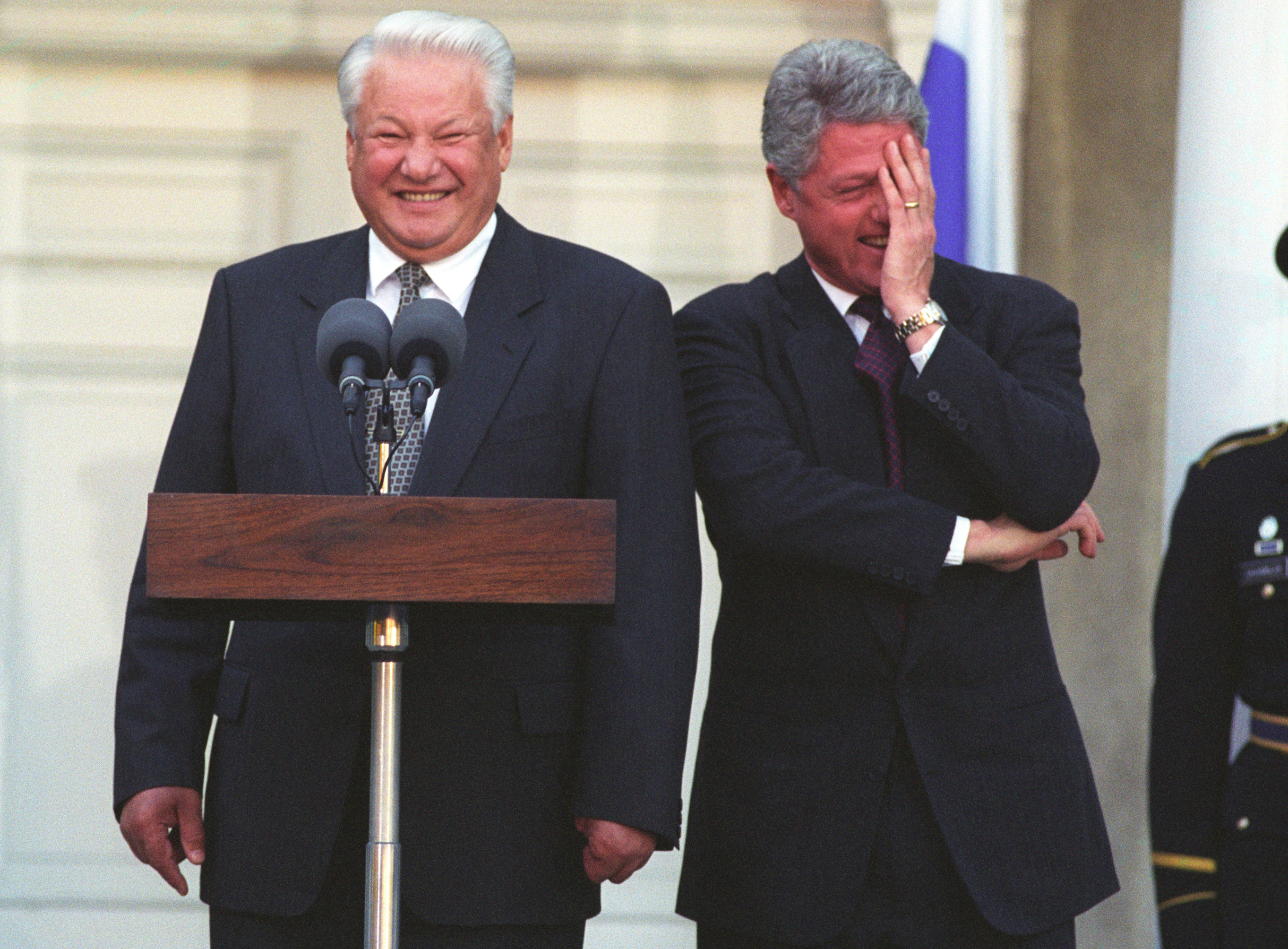
Radość jako porozumienie na najwyższych szczeblach władzy.

Radość – stan emocjonalny, który wyraża w świadomości uczucie całkowitego spełnienia. Jest synonimem szczęścia w rozumieniu potocznym towarzyszącym zabawie, zadowoleniu lub satysfakcji z przeżywanych doznań, wykonywanych czynności lub przywoływanych w pamięci wspomnień.
Jest uczuciem towarzyszącym przy wykonywaniu pracy fizycznej jak i umysłowej, działaniom twórczym lub rekreacyjnym, rozwiązywaniu zadań o umiarkowanym stopniu trudności.
Odczuwanie radości jest przymiotem wszystkich istot żywych obdarzonych układem sympatycznym.

## Tomasz z Akwinu o radości
Tomasz z Akwinu mówił, że jest pięć sposobów na radość, czyli walkę ze smutkiem. Jest to tzw. pięć dróg radości:
1. Sprawić sobie jakąś przyjemność
2. Wypłakać się
3. Rozmowa z przyjacielem
4. Kontemplacja prawdy. Tomasz mówi: "Nie ma nic przyjemniejszego od kontemplowania prawdy"
5. Kąpiel i sen[2]